# Ford Fusion (Amérique du Nord)
Pour le véhicule vendu en Europe, voir Ford Fusion (Europe).
La Ford Fusion vendue sur le continent américain est une berline quatre portes conçue et produite par Ford à partir de 2005. En 2020, Ford cesse complètement la production de berlines au profit de SUV et 4x4, la Fusion n'est pas renouvelée.

## Première génération (2005 - 2012)

### Phase 1 (2005-2009)

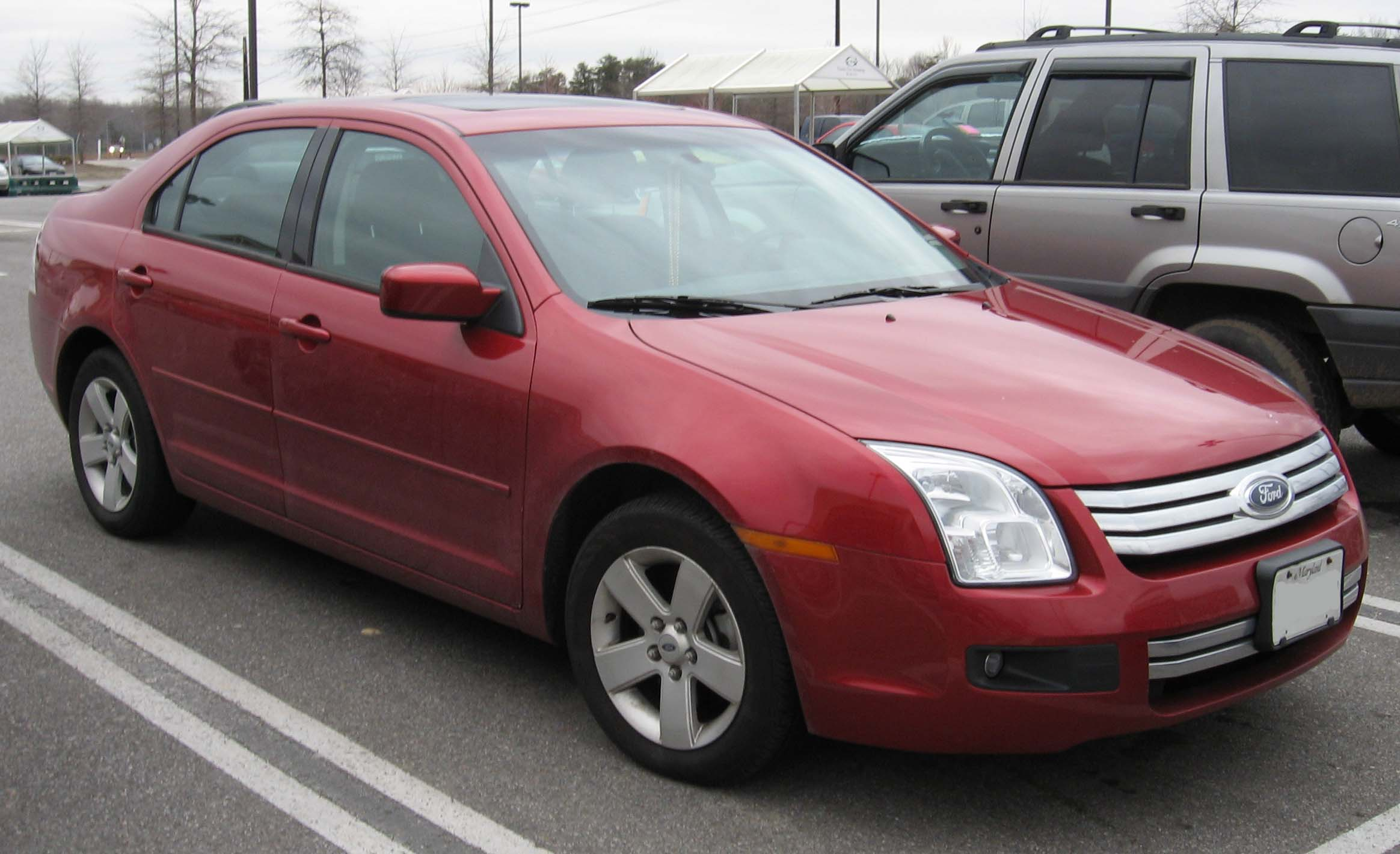
2006-07 Fusion

La Ford Fusion vendue en Amérique est une berline du constructeur automobile américain Ford lancée en 2005. Elle vient remplacer les versions d'entrée de gamme de la Taurus qui a disparu en 2006.
Il ne faut pas confondre avec la Fusion européenne, qui est un petit break surélevé sur base de Fiesta.
La Fusion dispose d'une version compétition qui dispute la Nascar en prenant le relais de la Taurus.
Elle est aussi vendue sous la marque Mercury sous le nom de Milan, où elle dispose d'une calandre et d'une ambiance intérieure un peu plus riches que la Fusion, mais cela ne fait pas d'elle une voiture luxueuse. Ce rôle est réservé à la Lincoln Zephyr/MKZ, elle aussi basée sur la Fusion.

### Phase 2 (2009-2012)

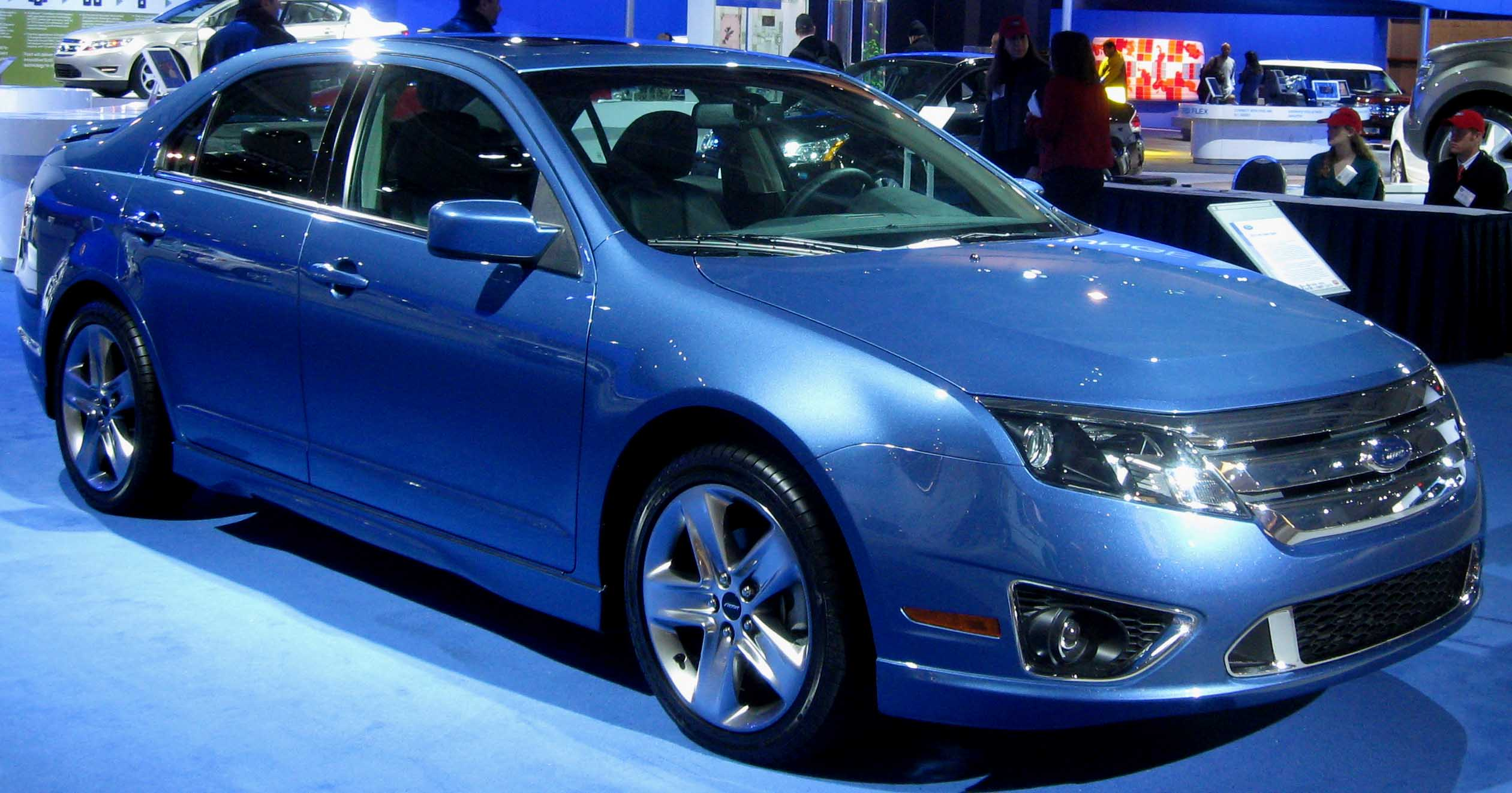
2010 Fusion Sport

Présentée fin 2008 au Salon de Los Angeles, la Fusion restylée est commercialisée depuis le printemps 2009, en même temps que ses cousines de chez Mercury (marque disparue depuis) et Lincoln. Cette version restylée bénéficie d'une face avant entièrement remodelée, avec notamment de nouveaux phares, qui reprend le style Kinetic Design qui caractérise les Ford européennes. Côté motorisation, la Phase II remplace son quatre cylindres 2,3 litres pour un 2,5 litres de 175 ch, reconduit le V6 3 litres qui passe de 221 à 240 ch tout en consommant moins selon Ford. La Fusion coiffe désormais sa gamme avec une version appelée "Sport" bénéficiant du V6 3,5 litres de 265 ch venant de la Lincoln MKZ et elle dispose dorénavant d'une motorisation hybride.

### Versionhybride

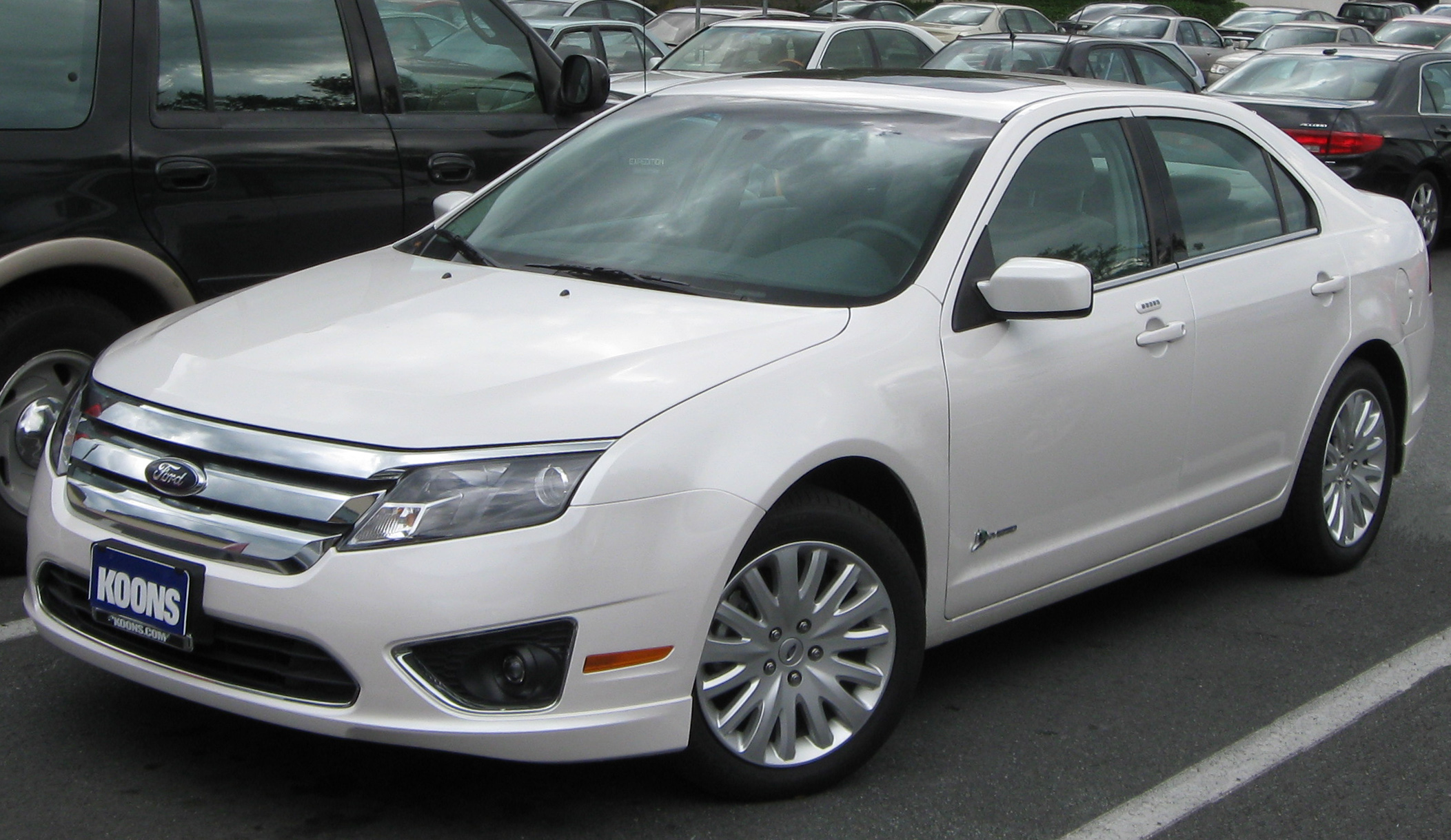
2010 Fusion Hybrid

Cette version est lancée au printemps 2009 en même temps que la version restylée. Elle dispose d'un quatre cylindres 2,5 L de 155 ch. Selon Ford, la Fusion peut rouler jusqu’à 75 km/h en mode tout électrique et dispose d’une autonomie estimée à 1 100 km en cycle urbain.

### Motorisations

#### Phase 1 (2005 - 2009)
Deux moteurs essences étaient disponibles :
- 4 -cylindres 2.3 160 ch. (2005 - 2009).
- V6 3.0 210 ch. (2005 - 2006).
- V6 3.0 221 ch. (2006 - 2009).

Elle disposait d'une boîte manuelle à cinq vitesses (4 cyl.), ou d'une automatique à cinq (4 cyl.) ou six (V6) rapports, et proposait au choix une transmission aux roues avant ou une transmission intégrale.

#### Phase 2 (2009 - 2012)
Elle existe avec trois moteurs essence ainsi qu’en hybride :
- Moteurs essences :
  - 4-cylindres 2.5 175 ch. (depuis 2009).
  - V6 3.0 240 ch. (2009-2012).
  - V6 3.5 265 ch. (2009-2012).
- Moteur hybride essence / électrique :
  - 4-cylindres 2.5 155 ch. (2009-2012).

Elle est équipée d'une boîte manuelle à six vitesses sur le quatre cylindres. Ce moteur existe aussi avec une boîte automatique à six rapports qu'il emprunte au V6 3 litres. Le V6 3,5 litres a droit à une boîte automatique développé par Aisin Seiki. Le moteur hybride dispose d'une boîte CVT. La transmission intégrale est proposée en option sur les V6 3 litres et 3,5 litres.

### Galerie photos

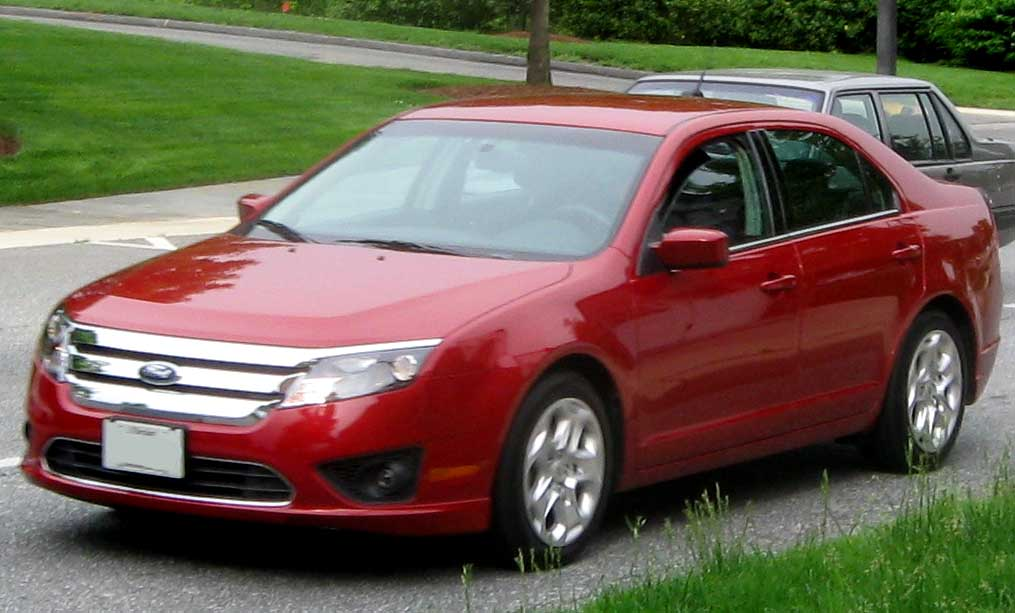
2010 Fusion SE
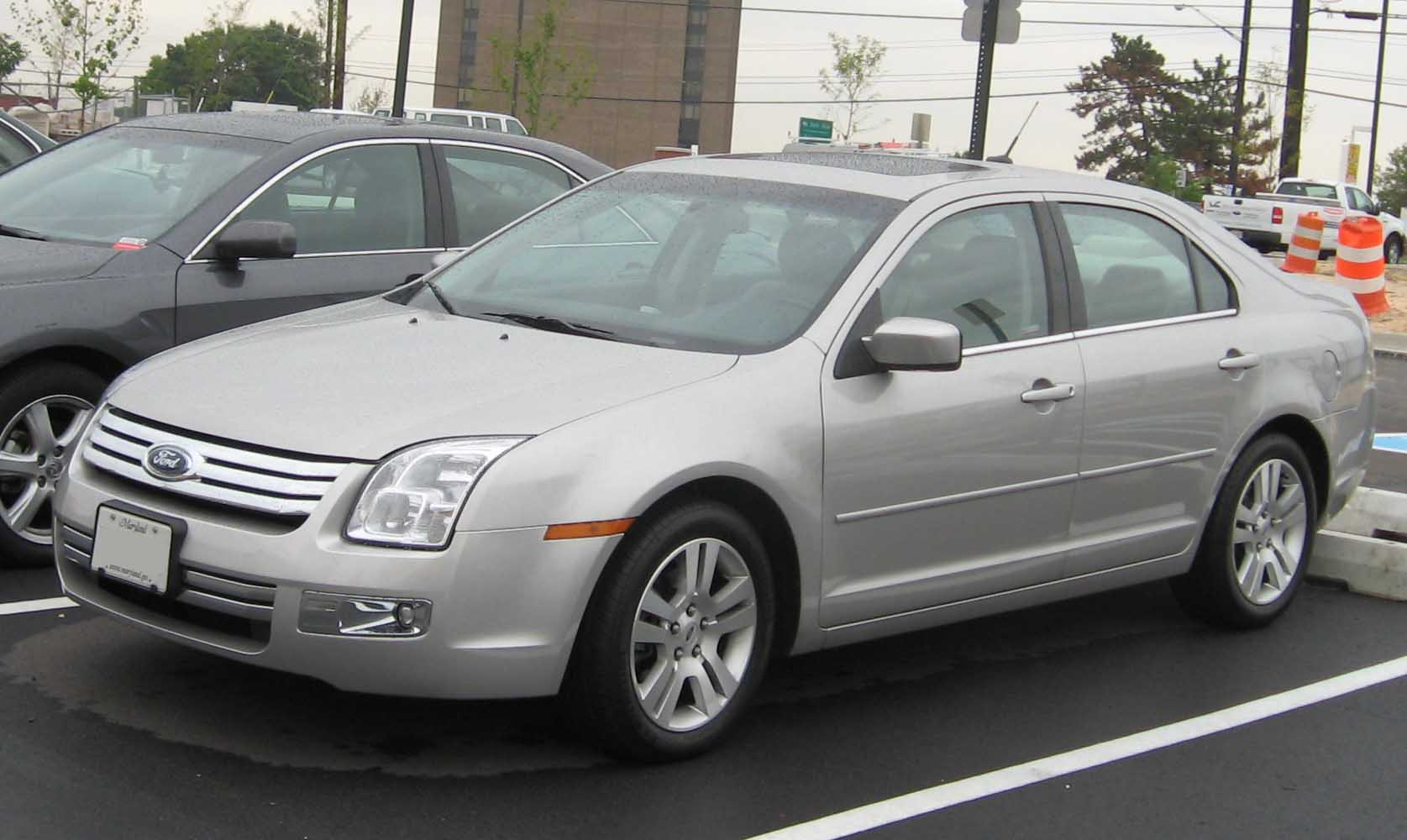
Fusion SEL
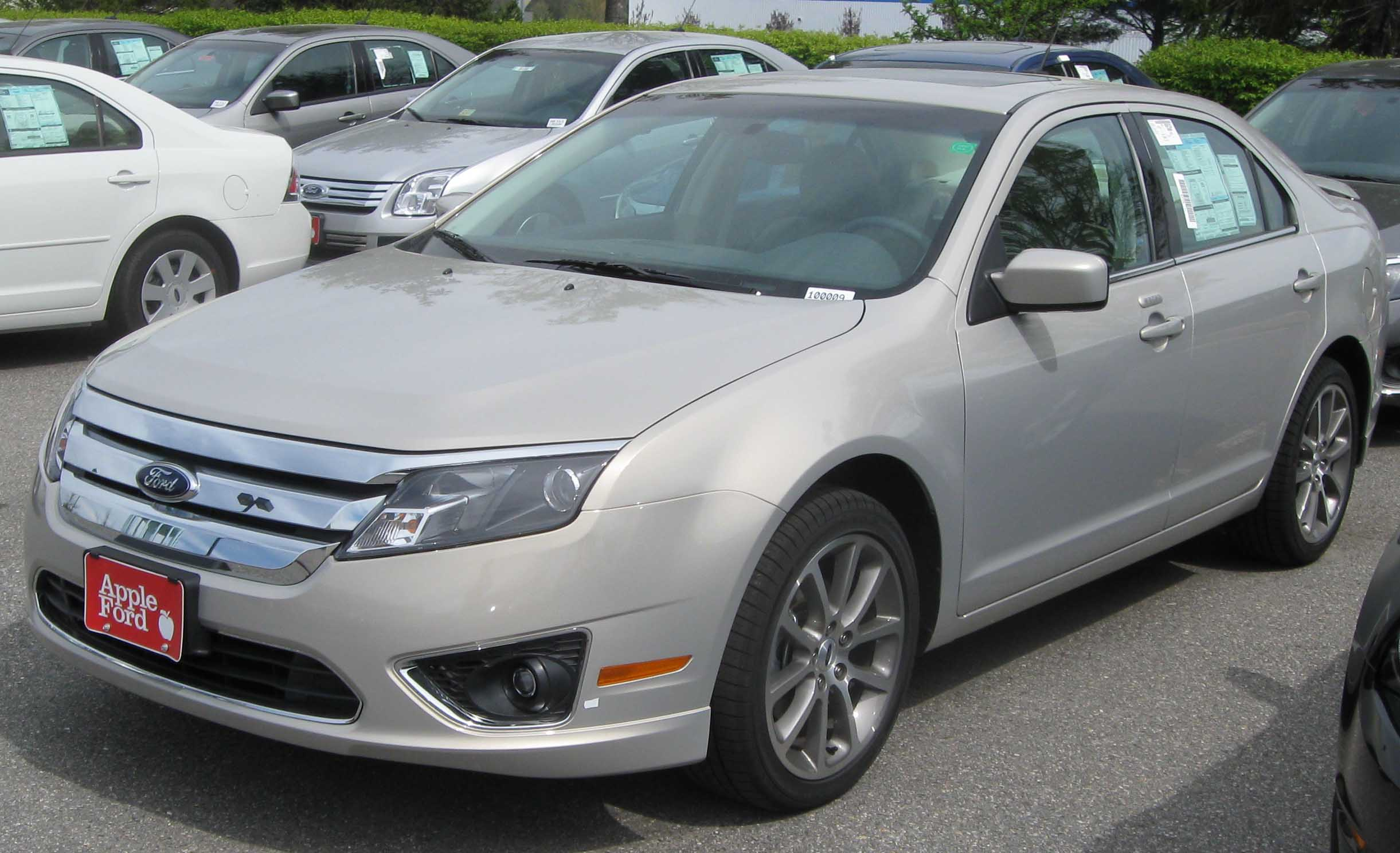
2010 Fusion SEL
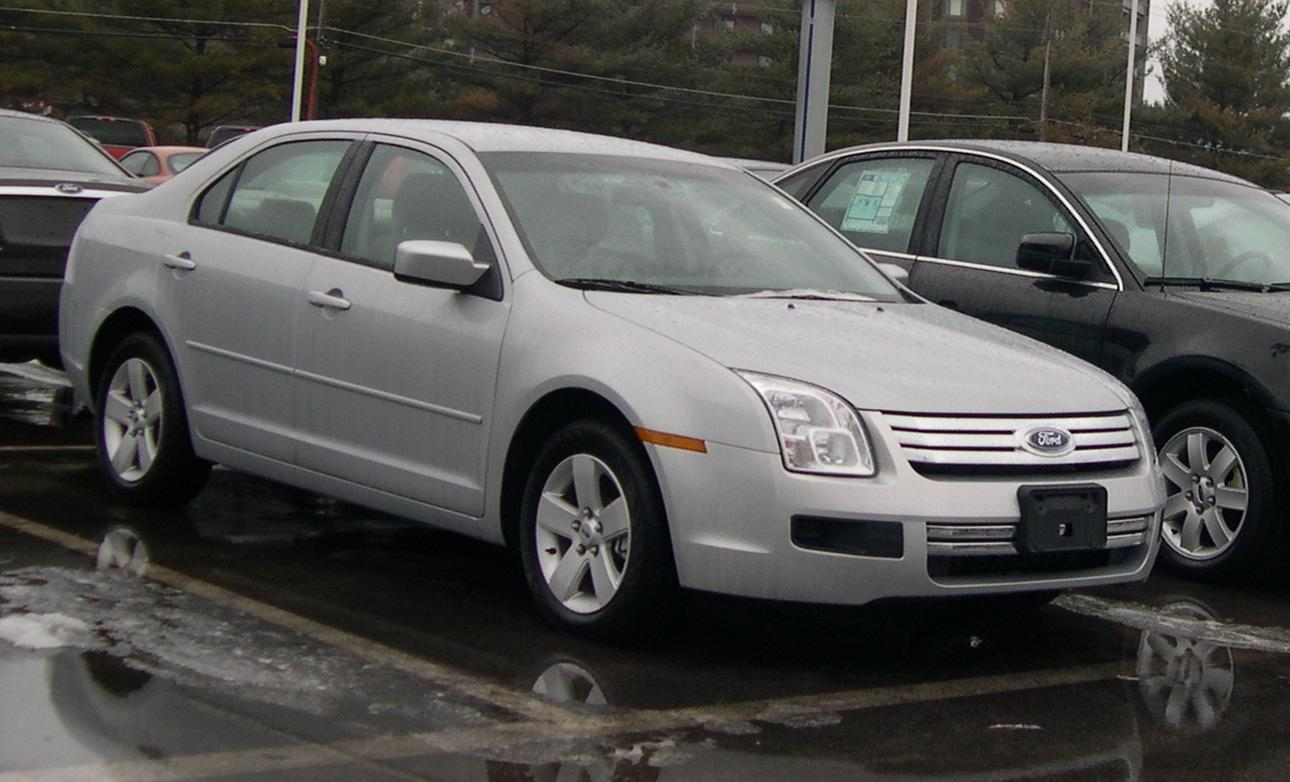
2006 Fusion
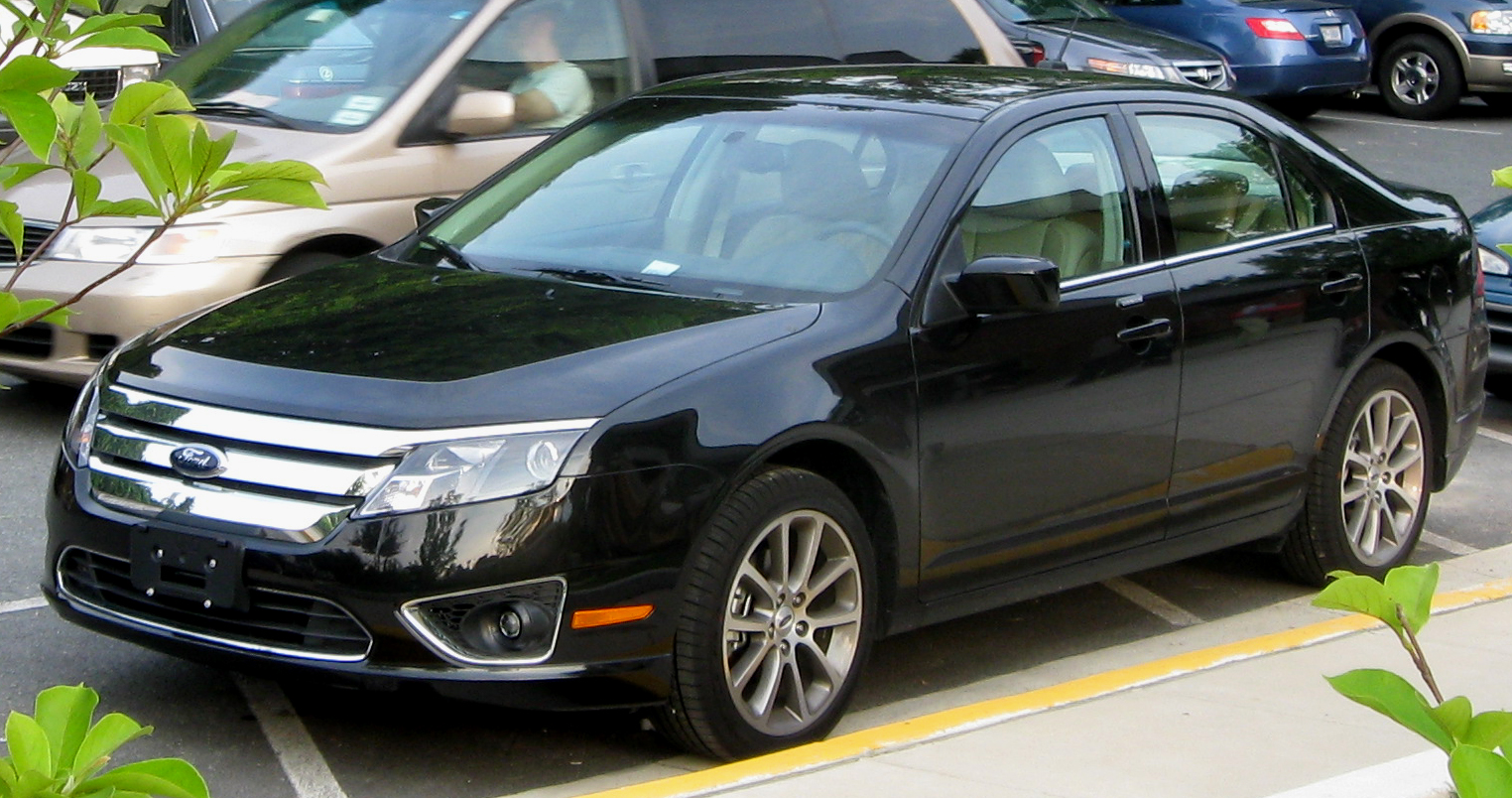
2010 Fusion SEL
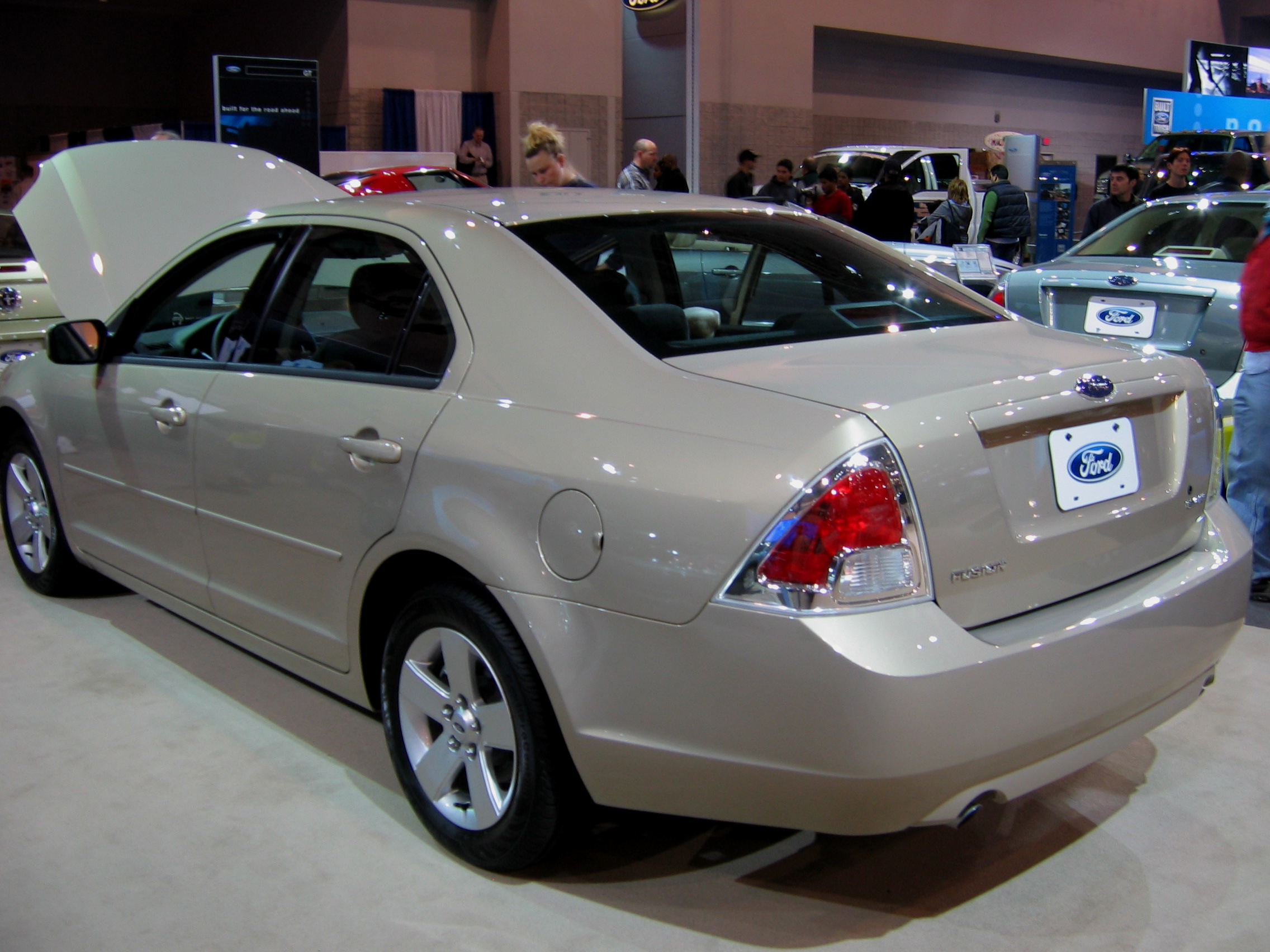
Fusion
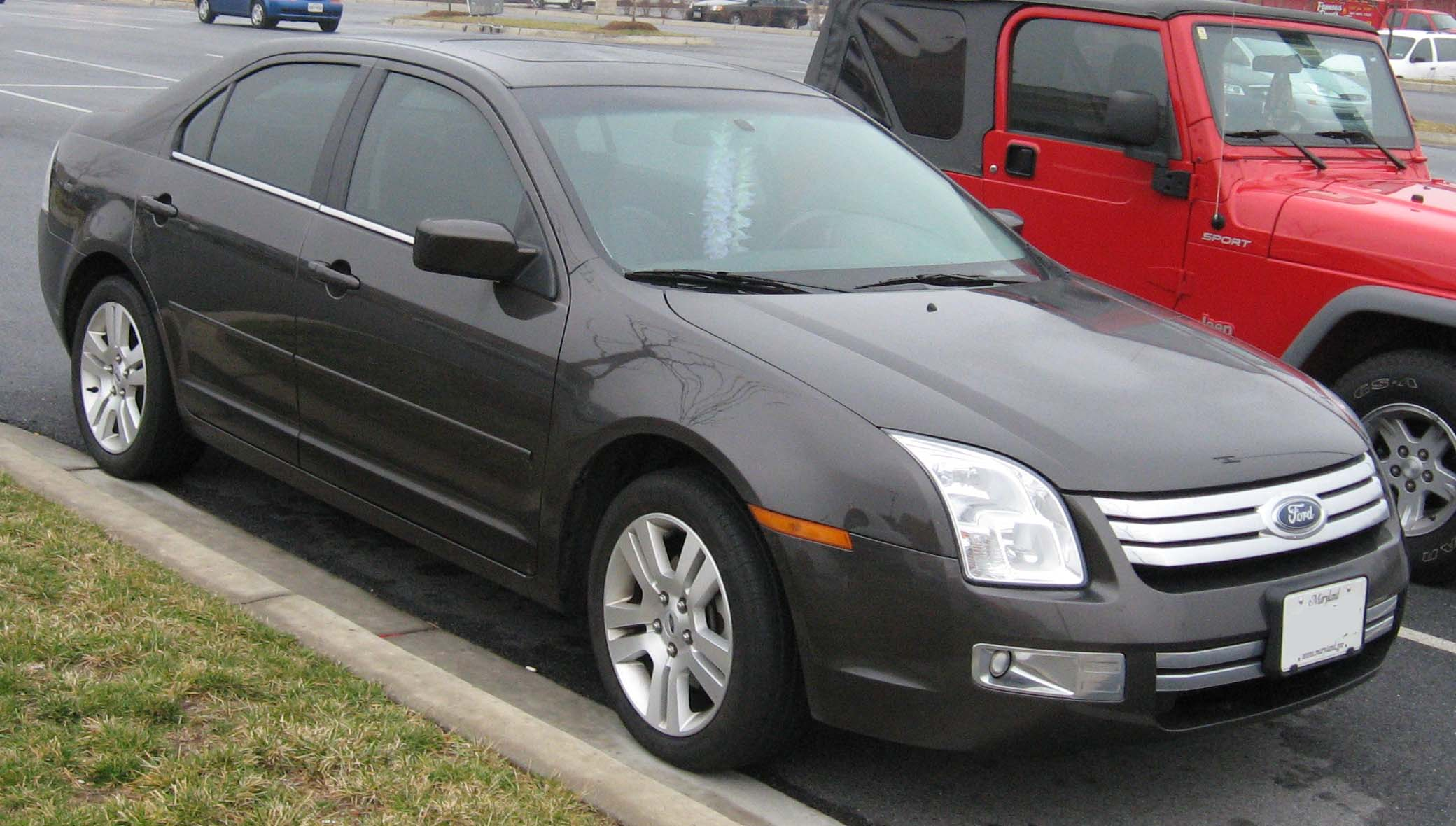
2006-07 Fusion
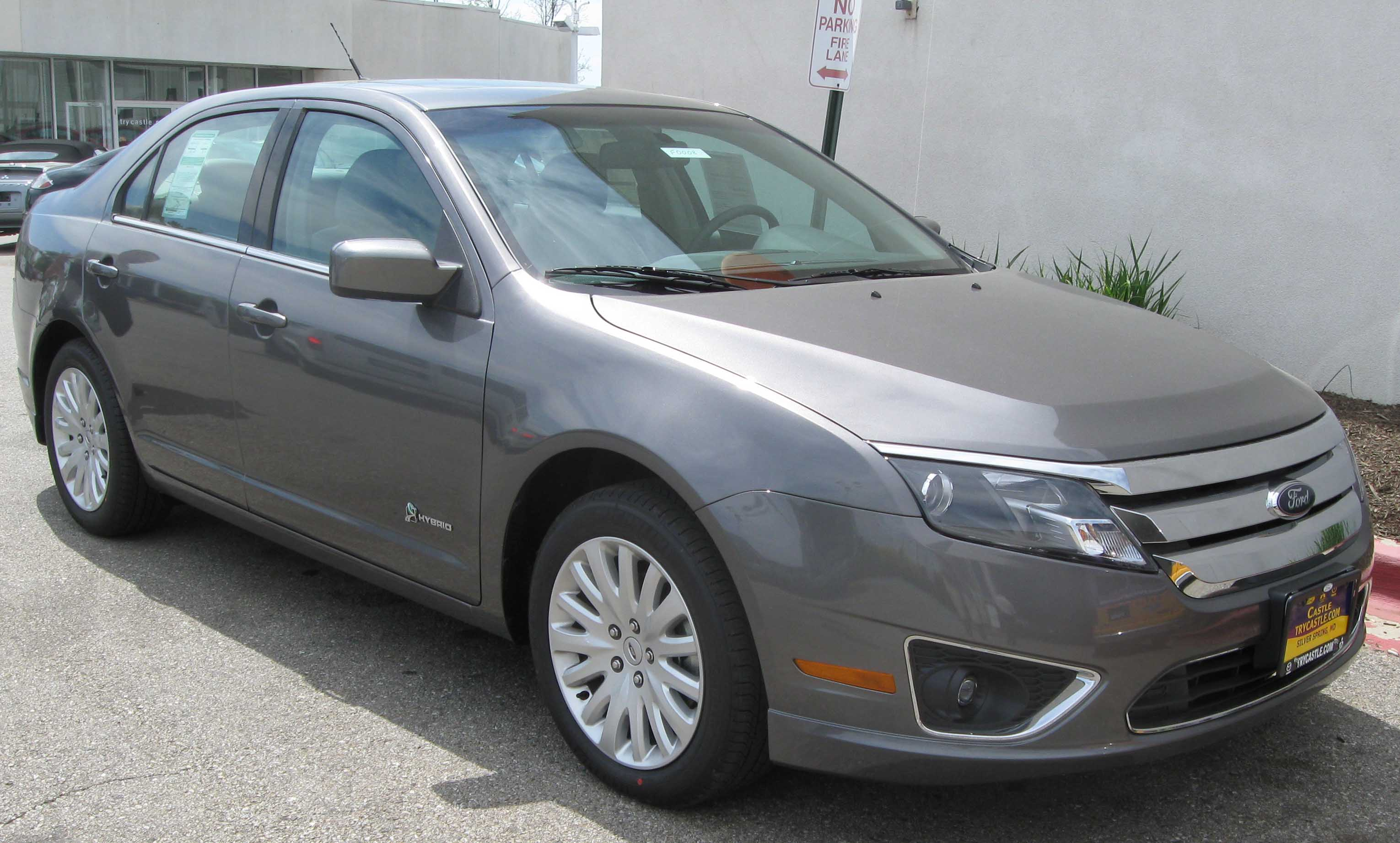
2010 Fusion Hybrid
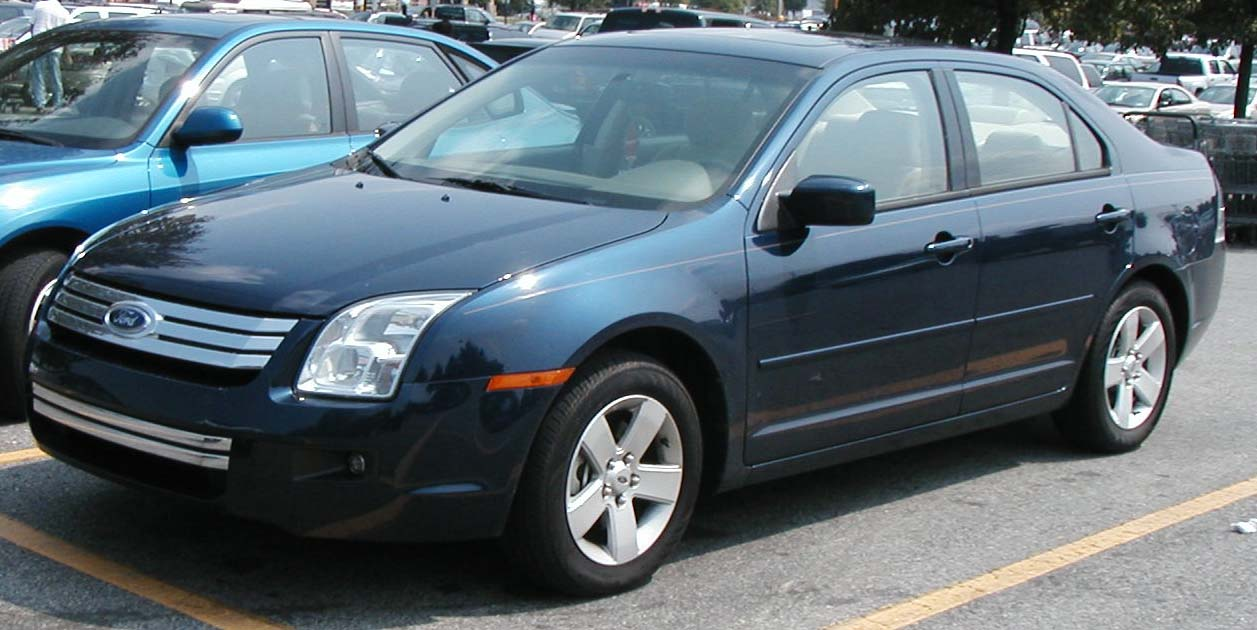
Fusion
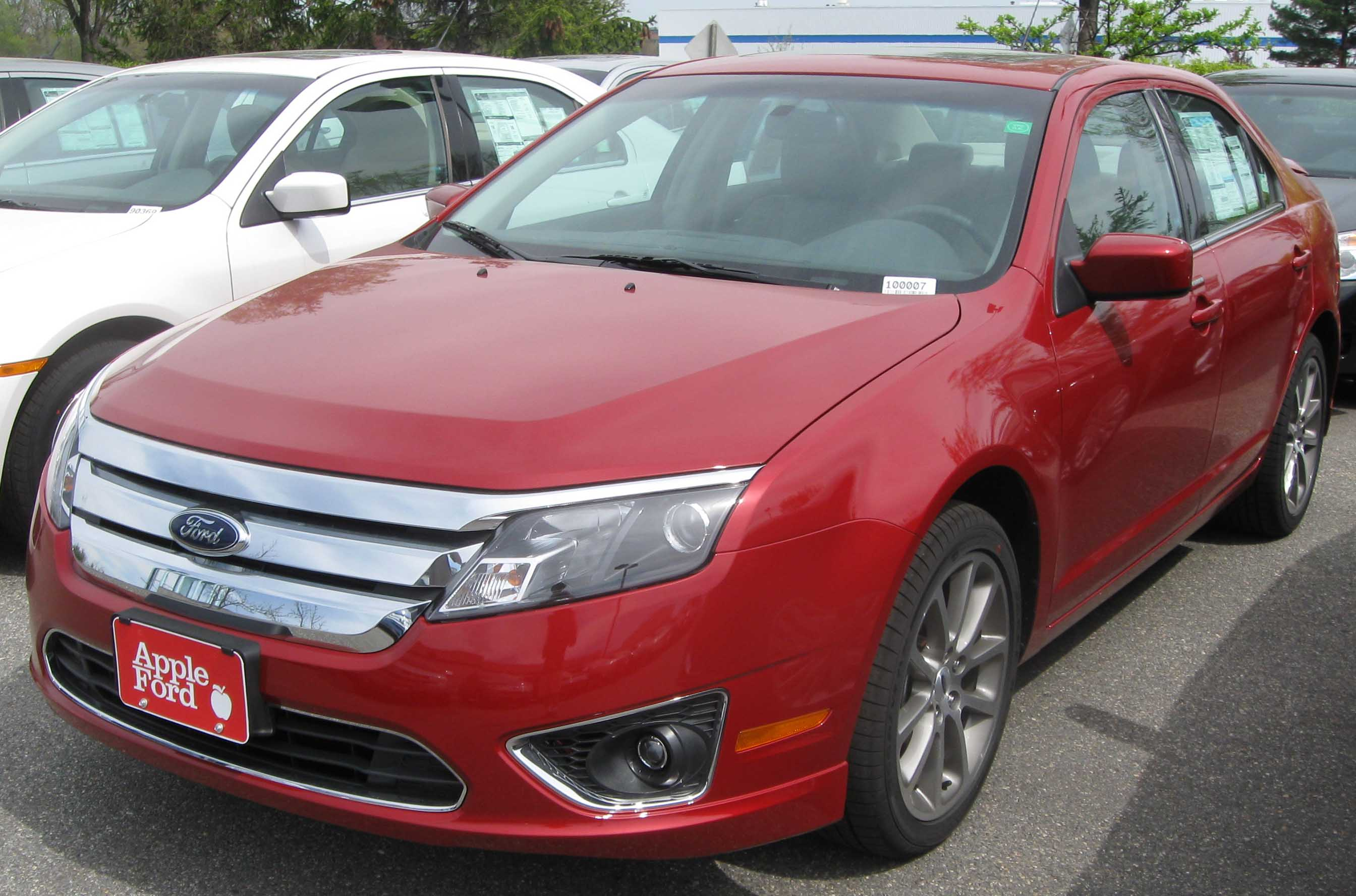
2010 Fusion SEL
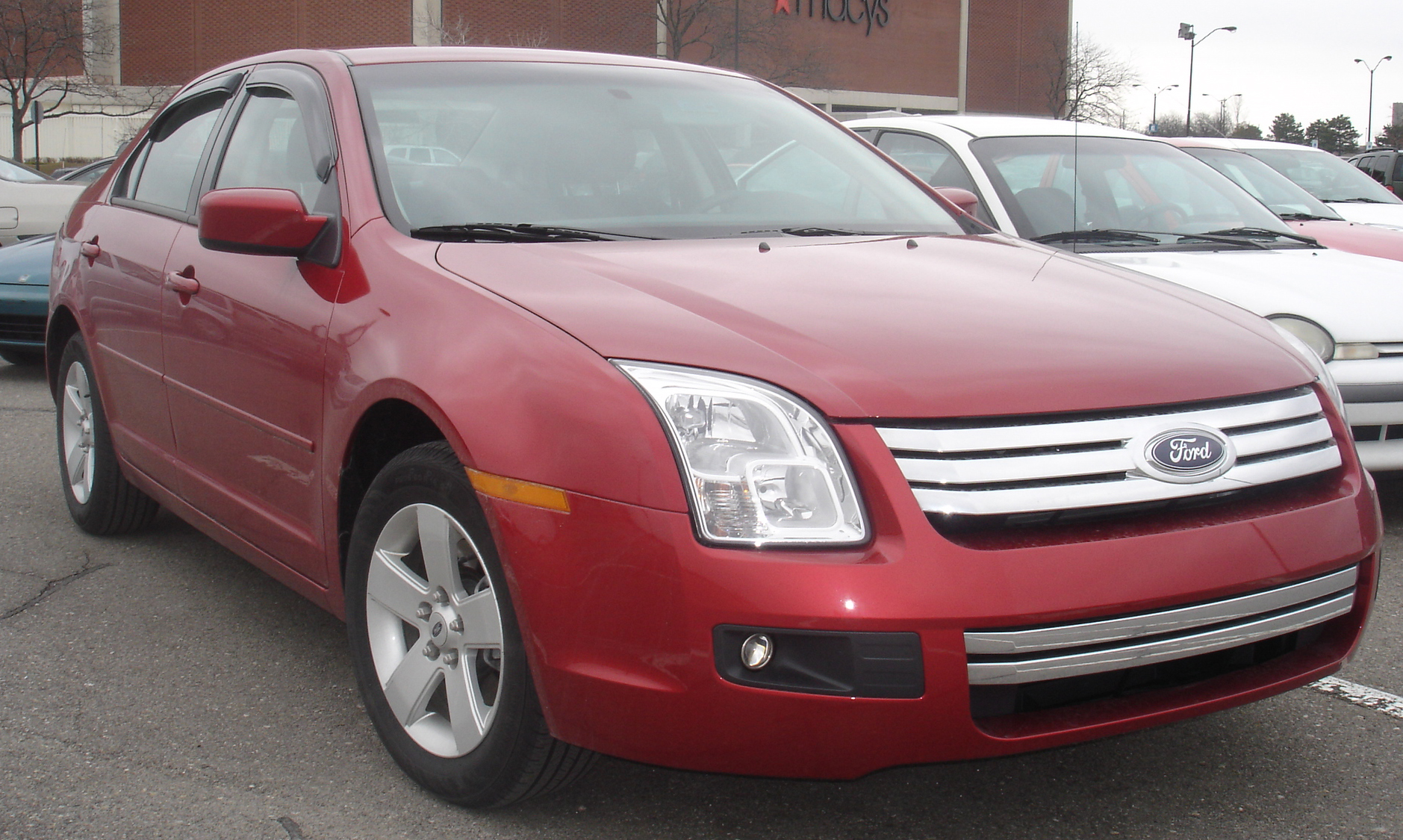
Fusion
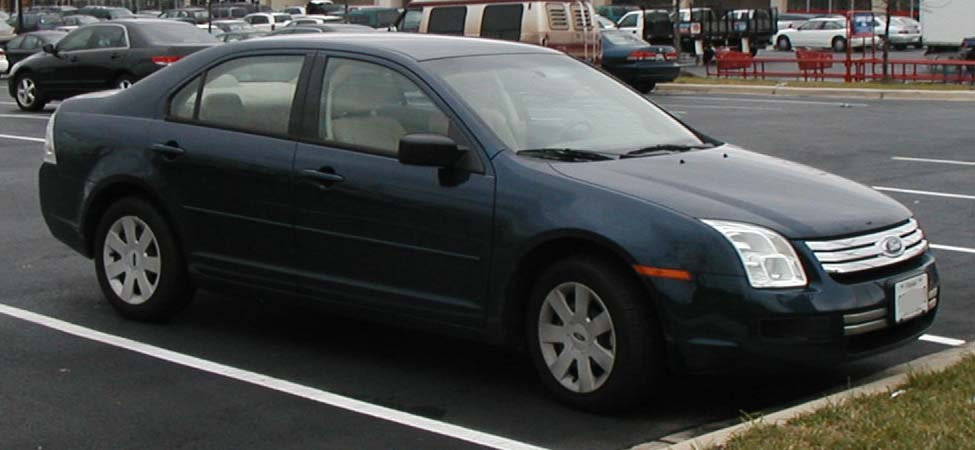
Fusion

NB : La Fusion a été lancée en octobre 2005.

## Deuxième génération (2012-2020)
La Fusion de deuxième génération a été dévoilée au Salon international de l'auto de l'Amérique du Nord 2012 en tant que modèle de 2013. La Fusion redessinée est construite sur la plate-forme CD4 de Ford et est un exemple de la stratégie d'automobile mondiale "One-Ford", avec un design dirigé par Ford Europe, qui a commencé avec la Focus, puis l'extension de la production de la Fiesta, qui sont toutes deux arrivées en Amérique du Nord en 2012[réf. nécessaire]. Le nouveau modèle marque la reconvergence de Ford vers une plate-forme de taille moyenne pour l'Europe et les Amériques - le programme CDW27 qui a donné naissance à la Ford Contour / Mercury Mystique et à la Mondeo européenne originale avait été la tentative précédente de la société pour une voiture de taille moyenne mondiale, qui a rencontré un succès mitigé.
En tant que projet One-Ford, Chris Hamilton, responsable de l'équipe de conception avancée de Ford Europe, a été nommé concepteur principal basé à Detroit, sous le couvert du concepteur en chef extérieur de Ford / Lincoln, avec un soutien à la conception dirigé par les studios de Ford Europe en Allemagne et au Royaume-Uni. Les tests et le développement pour des versions localisées ont été entrepris en Amérique du Nord et en Europe, ce qui a abouti à différents choix de moteurs, de boîtes de vitesses automatiques, de réglages de suspension et de pneus.
Comme pour la Fusion de la génération précédente, l'assemblage final a lieu à Hermosillo Stamping and Assembly, Hermosillo, Sonora, Mexique. En raison des fortes ventes du modèle redessiné de l'année 2013, une capacité supplémentaire a été ajoutée à l'usine d'assemblage de Flat Rock, au Michigan. La version hybride et la Fusion Energi hybride rechargeable continueront d'être assemblés au Mexique. L'usine d'assemblage mexicaine s'est vu décerner le prix MIT de la meilleure usine automobile au monde. En Europe et sur d'autres marchés internationaux, la gamme de moteurs est similaire, mais le moteur de 2.5 L ne sera disponible qu'en Amérique du Nord. Sur les marchés internationaux, un trois cylindres EcoBoost 1,0 L de 123 ch, prétendant ne produire que 125 g / km d'émissions de CO2; et la Ford Fusion Energi hybride rechargeable devrait sortir entre 2014 et 2015.
La Fusion de deuxième génération a été construite avec un empattement de 122 mm (4,8 po), plus long que celui de la plate-forme CD3 du modèle sortant, dans l'ensemble elle est 28 mm (1,1 po) plus grande, 18 mm (0,7 po) plus large et 31 mm (1,2 po) plus haute. Contrairement à la suspension avant à double triangulation de la Fusion de première génération, à l'avant se trouvent des jambes de force MacPherson et à l'arrière une suspension arrière multibras. Malgré des dimensions extérieures plus grandes, certains aspects de l'intérieur ont rétréci, y compris le coffre, qui est légèrement passé de 467 à 453 L.
La Fusion de 2013 est disponible en versions S, SE et Titanium. Ford a assemblé cinq groupes motopropulseurs différents pour la deuxième génération, dont deux variantes hybrides. Tous les moteurs disponibles sont des offres à quatre cylindres, abandonnant le V6 de 3,0 L du modèle précédent comme choix de moteur de premier plan, dans le cadre de la volonté de Ford d'éliminer progressivement le Duratec 30 vieillissant, ainsi que le V6 de 3,5 L de la finition Sport en tant qu'option de performance. Dans la mise à jour de 2017, le modèle Sport est revenu, propulsé par un V6 turbocompressé de 2,7 litres.
La Fusion de deuxième génération a introduit plusieurs technologies d'assistance à la conduite basées sur des capteurs, des caméras et des radars. Les caractéristiques de sécurité comprennent le système de maintien dans la voie ; ajuste la vitesse du véhicule aux conditions de circulation changeantes grâce au régulateur de vitesse adaptatif avec avertissement de collision avant ; aide au stationnement active associée à une caméra de recul et système d'information sur les angles morts (SIAM) avec alerte de trafic transversal, qui consiste en des capteurs dans les deux panneaux latéraux arrière capables de détecter le trafic dans l'angle mort d'un conducteur, fournissant des avertissements sonores et visuels si un véhicule invisible par le conducteur est détecté. La technologie SIAM active l'alerte de circulation transversale arrière, aidant les conducteurs à reculer hors d'une place de stationnement où la visibilité est obstruée,. Les autres caractéristiques de sécurité comprennent Ford Sync, ceintures de sécurité de deuxième rangée gonflables, stop & start automatique, direction assistée électrique et transmission intégrale intelligente.
Pour l'année modèle 2014, la principale modification a été qu'une version de 1,5 litre a remplacé l'ancienne option de moteur quatre cylindres turbocompressé de 1,6 litre. Cela était dû au fait que la Chine avait un taux d'imposition beaucoup plus bas sur les voitures d'une cylindrée inférieure à 1 500 cm3.

### Modèles
- S : Le modèle de base, offrant un moteur quatre cylindres en ligne Duratec de 2,5 litres, transmission automatique, une chaîne stéréo AM / FM à écran couleur avec lecteur CD à disque unique, MP3 et USB, connexion Bluetooth, prises d'entrée auxiliaires et radio satellite SIRIUS, le système Ford SYNC, quatre haut-parleurs, caméra de recul avec directives activées par le mouvement, surfaces de sièges en tissu, roues en acier de 16 pouces avec enjoliveurs en plastique, poignées de porte chromées et entrée sans clé avec une clé de type interrupteur.
- SE : Ajoute six haut-parleurs, jantes en alliage de dix-sept pouces et un siège conducteur avant à commande électrique. Une finition SE Luxury est disponible et ajoute des caractéristiques telles que deux sièges avant à réglage électrique, surfaces des sièges en cuir, deux sièges avant chauffants, un siège conducteur avec système de mémoire et un volant gainé de cuir.
- Titanium (remplace la SEL) : Ajoute des surfaces d'assise en cuir, sièges avant chauffants, deux sièges avant à réglage électrique, le système MyFord Touch avec une radio A/M-F/M HD (plus tard SYNC 3 avec intégration de smartphone Apple CarPlay et Android Auto), un lecteur CD à un seul disque, MP3, fente pour carte SD, USB, audio-visuel et prises d'entrée auxiliaires, démarrage par bouton-poussoir, accès sans clé, un système de son surround Sony haut de gamme de 390 watts et jantes en alliage de dix-huit pouces.
- Hybrid : Est offerte dans les trois mêmes versions, mais pour 2017, elle est offerte en quatre versions, S, SE, Titanium et Platinum.
- Sport : Disponible à partir de l'année modèle 2017, le 4 cylindres en ligne est remplacé par le moteur V6 EcoBoost 2,7 L de 325 chevaux, ajoute une calandre en maille noire, roues de 19 pouces, un becquet de coffre, quadruple tuyaux d'échappement et transmission intégrale standard.
- Platinum : Ajouté à la famille Ford Fusion pour l'année modèle 2017 elle dispose de nombreuses fonctionnalités standard telles que le toit ouvrant électrique, ouvre-garage universel, calandre de fantaisie Sport en maille chromé, surfaces des sièges en cuir Nappa et sièges avant chauffants et refroidissants.
- Energi : Une version hybride rechargeable de la Fusion proposée en deux versions, SE et Titanium, jusqu'en 2017. La Ford Fusion Energi Platinum a été ajoutée à la famille Fusion Energi pour 2017.

### Hybride
La nouvelle gamme de 2013 comprend également une version hybride de nouvelle génération et une version hybride rechargeable, la Ford Fusion Energi. La Ford Fusion est devenue la première berline de série à offrir ces trois options. Les ventes de la version essence et hybride ont commencé aux États-Unis en octobre 2012. Les ventes en Europe et en Asie, en tant que Ford Mondeo, devraient débuter en 2013. Les livraisons de la Fusion Energi ont commencé aux États-Unis en février 2013,. Les ventes de la gamme Mondeo, y compris le modèle hybride, ont débuté en Allemagne en août 2014.
Pour la Fusion hybride de deuxième génération, les batteries nickel-hydrure métallique utilisées dans l'hybride de première génération ont été remplacées par des batteries lithium-ion. L'année modèle 2013 est plus économe en carburant que sa prédécesseur, avec une cote de l'Agence de protection de l'environnement des États-Unis (EPA) de 47 miles par gallons US (5,0 litres aux 100 km; 56 miles par gallon impériaux) avec la même cote pour les cycles combinés / en ville / sur autoroute. Cette cote est également la même que Ford a obtenue pour le Ford C-Max hybride de 2013, car les deux hybrides partagent le même moteur et la même transmission. Ces cotes ont permis à la Fusion hybride de 2013 de surpasser la Toyota Camry hybride LE de 2012 de 4 miles par gallons US (0,5 litre aux 100 km; 4,8 miles par gallon impériaux) en ville et de 8 miles par gallons US (1 litre aux 100 km; 9,6 miles par gallon impériaux) sur autoroute et ainsi devenir la berline intermédiaire hybride la plus efficace des États-Unis à partir de septembre 2012. Les moteurs Duratec de 2.5 L et EcoBoost de 1.5 L, 1.6 L et 2.0 L proviennent de Chihuahua, Mexique; Craiova, Roumanie; Bridgend, Pays de Galles; et Valence, Espagne respectivement. Les transmissions automatiques 6F et HF35 proviennent de l'usine Ford de transmission de Van Dyke à Sterling Heights, Michigan, tandis que la transmission manuelle B6 est produite dans les installations de GETRAG FORD Transmissions GmbH à Halewood, au Royaume-Uni.

### Lifting de 2017
Ford a mis à jour la Fusion pour l'année modèle 2017. La version rénovée a été dévoilée pour la première fois au Salon international de l'auto de l'Amérique du Nord 2016 le 11 janvier 2016.
Toutes les Fusion ont reçu de nouvelles finitions, nouveau style avant et arrière, une nouvelle transmission automatique à commande rotative et deux nouveaux niveaux de finition sur la Fusion essence : la Sport de haute performance, qui marque la première fois qu'un moteur V6 est installé dans une Fusion de deuxième génération, et la Platinum, qui ajoute plus de fonctionnalités de luxe que le niveau de finition Titanium, qui était précédemment la finition haut de gamme (la finition Platinum est également disponible pour les modèles Fusion hybride et Fusion Energi). Autre nouveauté pour 2017 sur la plupart des modèles de Fusion, le nouveau système d'infodivertissement SYNC 3 de Ford avec compatibilité Android Auto et Apple CarPlay, qui remplace le système d'infodivertissement MyFord Touch proposé sur la Fusion de 2016.
Le prix commence à 22 120 $ pour le modèle de base Fusion S avec le moteur essence quatre cylindres en ligne Duratec de 2,5 L, et plafonne à 39 120 $ pour un modèle haut de gamme Fusion Energi Platinum avec un moteur quatre cylindres en ligne Atkinson Cycle de 2.0 L et un moteur électrique avec mode EV.

### Lifting de 2019
Ford a de nouveau mis à jour la Fusion pour l'année modèle 2019. Cette version a fait ses débuts au Salon international de l'auto de New York 2018, et sera mise en vente à la fin de l'été 2018,.
La Fusion de 2019 ajoute de série le système de sécurité «Co-Pilot 360» de Ford sur tous les modèles. Il comprend un freinage d'urgence automatique, aide au maintien dans la voie, systèmes d'avertissement d'angle mort et de trafic transversal arrière, feux de route automatiques et essuie-glaces automatiques.
Les nouveaux modèles ont un style avant et arrière mis à jour. Le moteur EcoBoost de 1,5 L est désormais de série sur les modèles SE et supérieurs, à l'exception de la V6 Sport, anciennement connue sous le nom de Sport. La SEL remplace la finition SE Luxury, et la Platinum est abandonnée, déplaçant la Titanium vers le haut de gamme. L'hybride n'est plus disponible en version S de base, et l'Energi n'est disponible qu'en version Titanium. L'autonomie de la batterie du modèle Energi passera de 22 miles à 25 miles, et la batterie peut prendre moins de place dans le coffre.

### Changements de 2020
Pour l'année modèle 2020, la gamme Fusion a été condensée. Il existe désormais uniquement quatre modèles de Fusion essence: les S, SE, SEL et Titanium, deux modèles de Fusion hybride (les SE et Titanium) et un seul modèle de Fusion Energi hybride rechargeable (PHEV): la Titanium. Les versions Sport, Hybrid S et Energi SE ont toutes été abandonnées pour 2020. Tous les niveaux de finition offrent un niveau d'équipement standard plus élevé, ainsi que moins d'options. Le niveau de finition S est propulsé par un moteur essence quatre cylindres en ligne atmosphérique DuraTec de 2,5 L. Les versions SE et SEL sont alimentées par le moteur essence quatre cylindres en ligne turbocompressé EcoBoost de 1,5 L, et le niveau de finition Titanium est propulsé par le moteur essence quatre cylindres en ligne turbocompressé EcoBoost de 2,0 L. Tous les modèles Fusion hybride et Fusion Energi sont propulsés par un moteur essence quatre cylindres en ligne atmosphérique à cycle d'Atkinson de 2,0 L avec un moteur électrique, ainsi qu'une transmission à variation continue (TVC). Les modèles de Fusion uniquement essence utilisent une transmission automatique à six vitesses. Tous les modèles Fusion hybride et Fusion Energi sont exclusivement offerts avec traction avant (TA), tandis que certains modèles de Fusion seulement essence sont offerts avec traction intégrale.
Tous les niveaux de finition offrent de série le système d'infodivertissement à écran tactile SYNC 3 de Ford avec intégration de smartphone Apple CarPlay et Android Auto et service de radio satellite SiriusXM et Travel Link, navigation GPS et le point d'accès Wi-Fi mobile FordPass Connect 4G LTE, sauf pour la S de base, où il est disponible dans le cadre de la finition Ford CoPilot360+. Tous les modèles sont équipés du système d'assistance au conducteur CoPilot360 de Ford, la plupart des modèles étant également dotés du système Ford CoPilot360+. Les finitions S et SE reçoivent des surfaces de sièges en tissu, tandis que les modèles SEL et SE hybride reçoivent des surfaces de sièges garnies de similicuir «Active-X» et les Titanium, Titanium hybride, and Energi Titanium reçoivent des surfaces de sièges garnies de cuir.
La Sport et son moteur essence V6 bi-turbocompressé EcoBoost de 2,7 L ont été abandonnés pour l'année modèle 2020.

### Sécurité et rappel
En 2012, Ford a rappelé environ 90 000 Ford Escape et Fusion de 2013 des États-Unis et du Canada avec des moteurs de 1,6 litre susceptibles de surchauffer et de provoquer des incendies après que 13 rapports d'incendie aient été signalés à Ford.
En 2017, Ford a rappelé la Ford Fusion de 2013-2014 avec les moteurs EcoBoost de 1,6 L en raison d'un risque d'incendie moteur causé par un «manque de circulation du liquide de refroidissement». Le rappel a contribué en partie à une charge de 300 millions de dollars américains par Ford.
En 2018, Ford a rappelé la Ford Fusion de 2013-15 avec les moteurs Sigma GTDI de 1,6 litre et les boîtes de vitesses manuelles B6, en raison du risque de desserrage du volant.
Le 15 mai 2019, Ford a rappelé environ 270 000 Ford Fusion de 2013-2016 avec moteur de 2,5 L et transmission automatique en raison de la possibilité qu'une douille qui maintient le câble de sécurité du levier de transmission en place puisse se détacher du câble, ce qui pourrait potentiellement conduire le câble de sécurité du levier de transmission à se détacher de la traversée et permettre à la transmission de ne pas rester en mode «Park», même si le mode «Park» est sélectionné. Si le câble de sécurité du levier de changement de vitesse de la transmission se desserre, le véhicule enregistrera à tort que la transmission est en mode "Park", et n'affichera pas de message d'avertissement et ne fera pas retentir le carillon d'avertissement lors du retrait de la clé de contact, et pourrait également présenter un risque de roulis.

## Arrêt
En 2018, Ford a commencé à envisager d'arrêter la Fusion et ses autres berlines en Amérique du Nord au cours des années suivantes, dans le cadre d'un plan visant à se concentrer davantage sur les VUS et les pick-ups. En septembre de la même année, Ford a mis fin à toute publicité et promotion nationale (y compris les ventes et les offres spéciales) pour toute sa gamme de berlines, y compris la Fusion, dont la production s'est poursuivie.
La Fusion Sport, axée sur la performance, a été abandonnée après l'année modèle 2019, Ford se concentrant «sur des styles plus populaires» de la Fusion. En mai 2020, Ford a confirmé que la version berline de la Fusion serait abandonnée en Amérique du Nord, mettant ainsi fin à ce qui restera de la gamme des voitures de Ford en Amérique du Nord; à l'exception de la Mustang et de la GT. Cependant, Ford se prépare à remplacer la Fusion berline par le Fusion Active break / crossover, qui fera ses débuts au quatrième trimestre 2021 pour l'année modèle 2022. La dernière Ford Fusion a été assemblée le 31 juillet 2020.

## Course automobile

### NASCAR

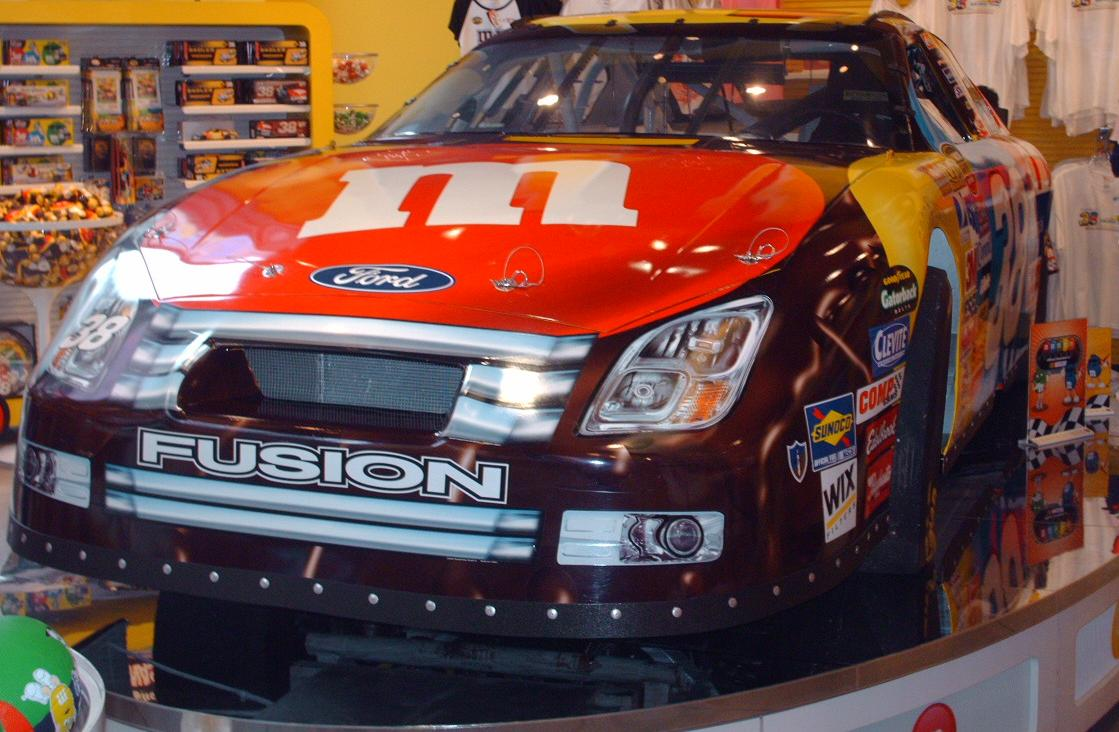
Fusion version NASCAR

À partir de 2006, la Fusion est également devenue le nouveau style de carrosserie des automobiles Ford en NASCAR, remplaçant la Taurus. C'était la première fois depuis la Torino en 1968 que Ford présentait un nouveau modèle qui faisait la course en NASCAR en même temps que son lancement.
Pour l'introduction de la conception de carrosserie de génération 6 en 2013, les véhicules ont été mis à jour pour correspondre à la Fusion de deuxième génération. Les styles de carrosserie de la génération 6 étaient également censés ressembler plus étroitement aux versions de production de leurs véhicules respectifs,.
La Mustang a remplacé la Fusion lors de la saison 2019 de la Monster Energy NASCAR Cup Series,.

### Succès de record de vitesse terrestre
Du 10 au 17 août 2007, lors de la Bonneville Speed Week, Ford a tenté d'utiliser une version à pile à combustible de la Fusion, la Ford Fusion Hydrogen 999, pour établir un record de vitesse terrestre. Le projet de la Fusion 999 est né début 2006 lorsque le directeur de l'ingénierie des piles à combustible de Ford, Mujeeb Ijaz, a contacté Roush Racing au sujet d'un projet visant à démontrer le potentiel de performance d'un véhicule à pile à combustible.
L'équipe de Roush, dirigée par Rick Darling, a travaillé avec une équipe d'ingénieurs et de techniciens de Ford, dirigée par Matt Zuehlk, pour mettre au point une conception de véhicule qui pourrait atteindre l'objectif de dépasser 200 mi/h (320 km/h) sur le lac salé de Bonneville, alimenté uniquement par de l'hydrogène. Le 15 août 2007, le véhicule a établi le record de vitesse de véhicule terrestre à pile à combustible le plus rapide, soit 207,297 mi/h (333,612 km/h).
La voiture était conduite par un ingénieur de Ford à la retraite, Rick Byrnes, un pilote de longue date à Bonneville.

### Galerie photos

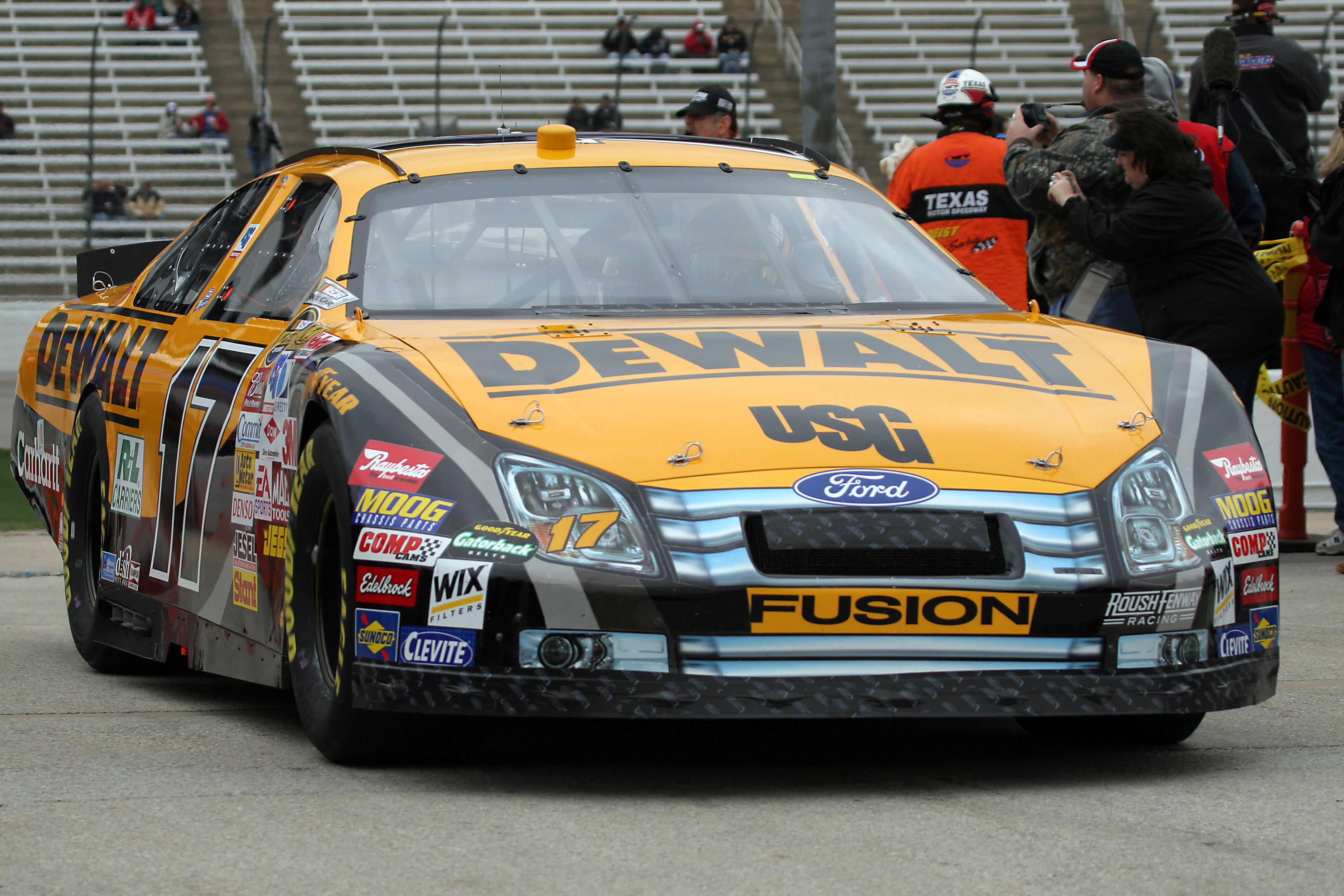
Fusion n°17 de Matt Kenseth au Texas Motor Speedway 2007.
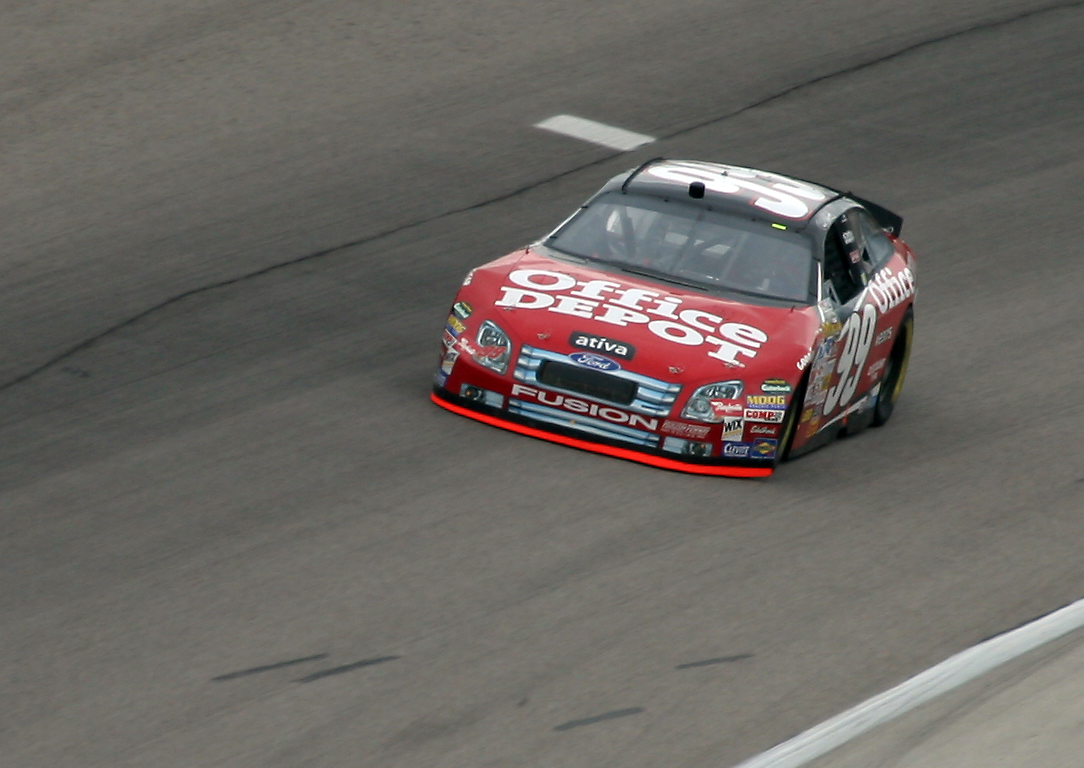
Fusion n°99 de Carl Edwards au Texas Motor Speedway 2007
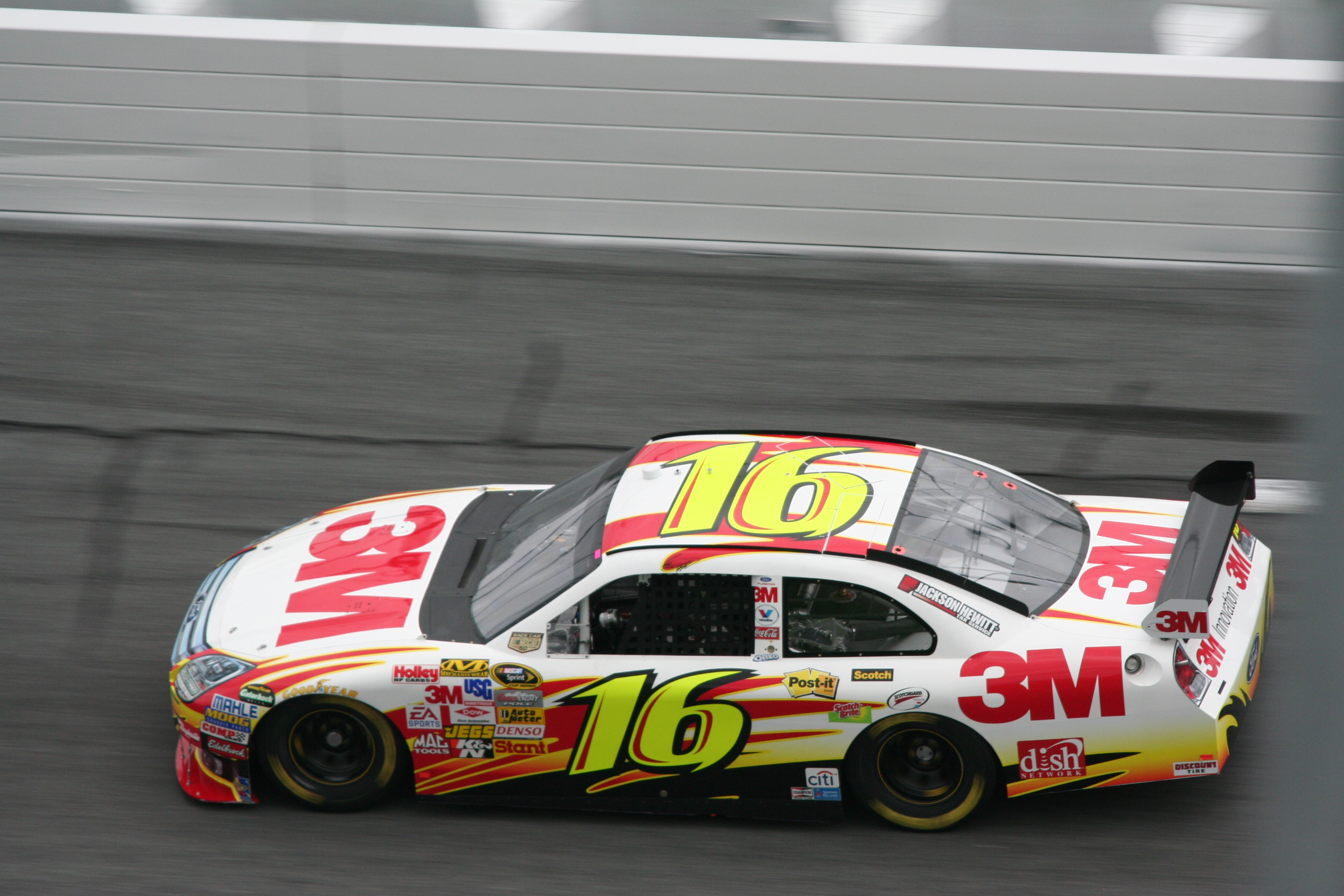
Fusion n°16 de Greg Biffle lors de la Daytona Speedweeks 2008.
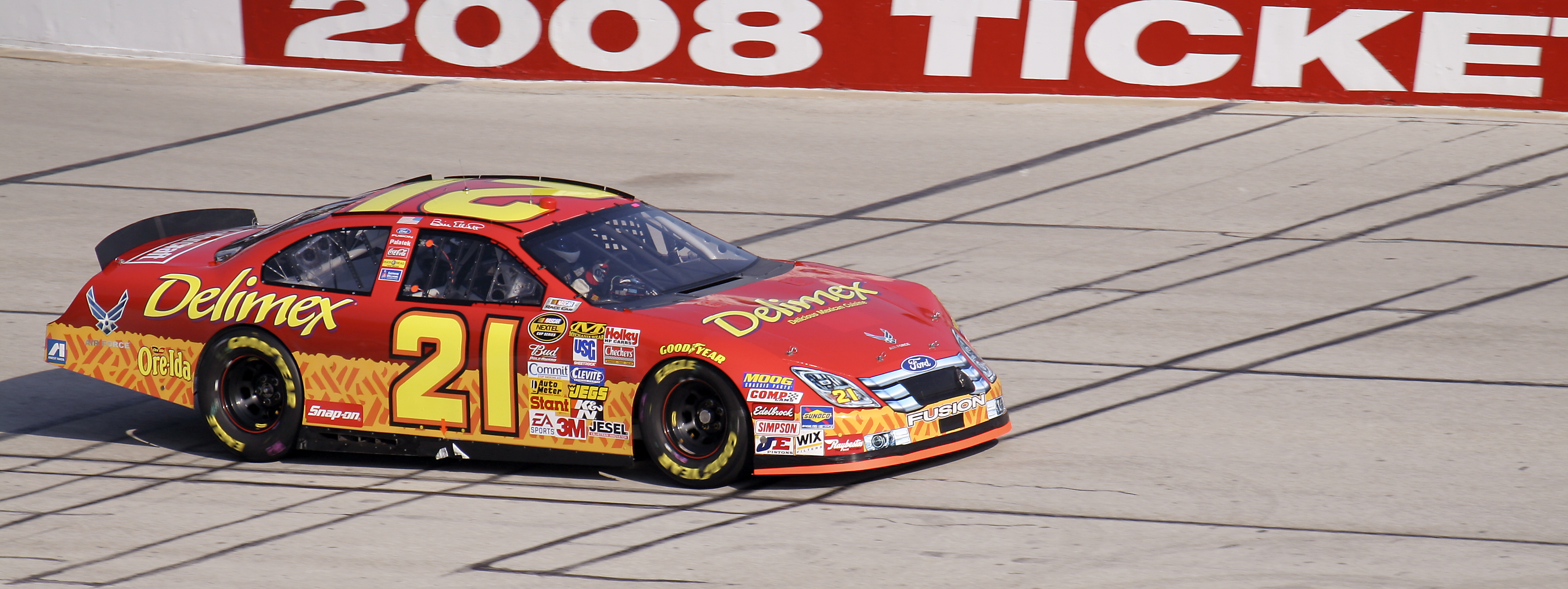
Fusion n°21 de Bill Elliot lors de la Wood Brothers Racing 2007.
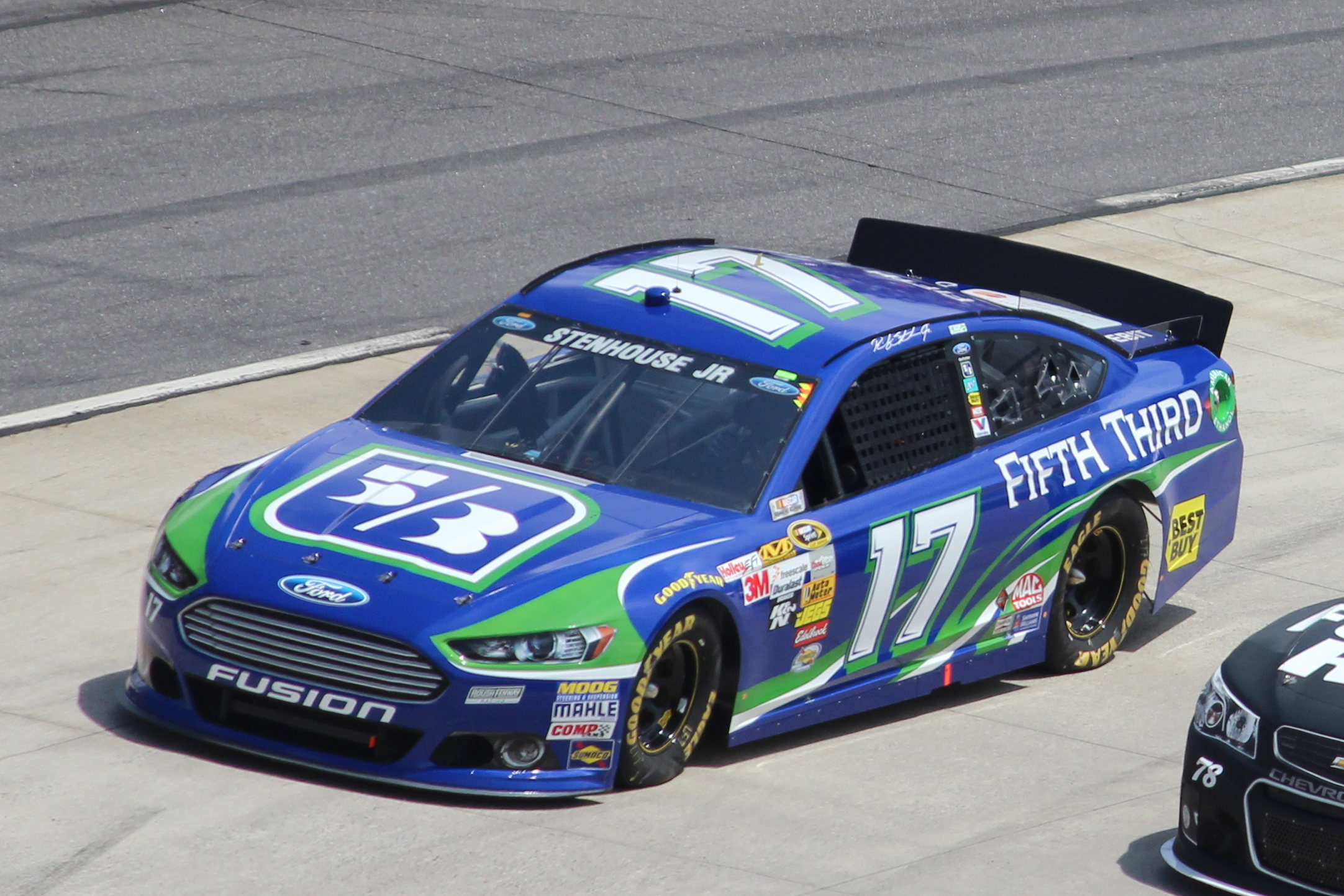
La Ford Fusion Generation 6 de 2013 version NASCAR Sprint Cup Series conduite par Ricky Stenhouse Jr. au Martinsville Speedway.

## Récompenses
- En juillet 2006, Strategic Vision a décerné à la Fusion le prix Total Quality en tant que berline intermédiaire de meilleure qualité sur le marché américain[37].
- En mars 2006, l'International Carwash Association a nommé la Fusion «voiture la plus lavable» d'Amérique[38].
- En novembre 2009, la gamme Ford Fusion de 2010 a été choisie comme voiture de l'année Motor Trend 2010, battant un peloton de près de deux douzaines de prétendantes[39].
- En décembre 2009, le magazine Car and Driver a classé la Fusion hybride de 2010 parmi les «10 meilleures voitures». Le magazine indiquait que la Fusion hybride était la plus avancée de toutes les voitures testées[40].
- En janvier 2010, la Fusion hybride a remporté le prix de la voiture nord-américaine de l'année 2010 au Salon de l'auto de Detroit[41], et a été nommée "Best of 2010" par Cars.com[42].
- En novembre 2012, la gamme de la Ford Fusion de 2013 (deuxième génération), comprenant les options de moteur essence et EcoBoost, ainsi que les variantes hybrides et rechargeables, a remporté le prix de la voiture verte de l'année 2013 décerné par le Green Car Journal au Salon de l'auto de Los Angeles[43].
- En 2017, la Ford Fusion a reçu le prix MotorWeek Drivers 'Choice pour la meilleure berline familiale[44].

## Réponse des consommateurs
Selon Ford, la réponse des consommateurs à la Fusion de 2006 avait dépassé leurs attentes, avec 30 000 unités vendues au cours du premier trimestre de 2006. En octobre 2009, la Fusion est devenue pour la première fois l'une des dix voitures les plus vendues aux États-Unis, ainsi que la voiture la plus vendue par un constructeur automobile national.
Un article réfléchissant sur le retrait de la Taurus a cependant noté que quels que soient ses défauts, Ford en vendait un grand volume, et à la fin de la production, la Taurus dépassait toujours la plus petite Fusion et la plus grande Ford Five Hundred combinées, grâce aux grande ventes de Taurus aux flottes. Pour l'année modèle 2007, environ 77% des ventes de Fusion étaient au détail (par opposition aux flottes). Ce mix de ventes a contribué, en partie, à la valeur résiduelle relativement élevée de la Fusion par rapport à la Taurus.
Ford vend également la Fusion au Mexique et au Brésil. Au Brésil, elle est devenue la voiture la plus vendue de sa catégorie en 2008.

## Ventes annuelles aux États-Unis
| Année civile                                           | Ventes totales | Changement d'une AÀA | Ventes d'hybrides | Part d'hybride | Ventes d'Energi | Part d'Energi |
| ------------------------------------------------------ | -------------- | -------------------- | ----------------- | -------------- | --------------- | ------------- |
| 2005                                                   | 16,983         | n/a                  |                   |                |                 |               |
| 2006                                                   | 142,502        | +739%                |                   |                |                 |               |
| 2007                                                   | 149,552        | +5.0%                |                   |                |                 |               |
| 2008                                                   | 147,569        | −1.3%                |                   |                |                 |               |
| 2009,                                                  | 180,671        | +22.4%               | 15,554            | 8.6%           |                 |               |
| 2010,                                                  | 219,219        | +21.3%               | 20,816            | 9.5%           |                 |               |
| 2011,                                                  | 248,067        | +13.2%               | 11,286            | 4.5%           |                 |               |
| 2012,                                                  | 241,263        | -2.7%                | 14,100            | 5.8%           |                 |               |
| 2013,                                                  | 295,280        | +22.4%               | 37,270            | 12.6%          | 6,089           | 2.1%          |
| 2014,                                                  | 306,860        | +3.9%                | 35,405            | 11.5%          | 11,550          | 3.8%          |
| 2015,                                                  | 300,170        | -2.2%                | 24,681            | 8.2%           | 9,750           | 3.2%          |
| 2016,                                                  | 265,840        | -11.4%               | 33,648            | 12.7%          | 15,938          | 6.0%          |
| 2017,                                                  | 209,623        | -21.1%               | 57,474            | 27.4%          | 9,632           | 4.6%          |
| 2018                                                   | 173,600        | -17.2%               |                   |                |                 |               |
| 2019                                                   | 166,045        | -4.4%                |                   |                |                 |               |
| 2020                                                   | 110,665        | -33.4%               |                   |                |                 |               |
| Ventes cumulées de 2005 à 2017                         | 2,723,599      | n/a                  | 250,234           | 9.2%           | 52,959          | 1.9%          |
| Notes: AÀA: année à l'autre, n/a: n'est pas applicable |                |                      |                   |                |                 |               |